# Харрис, Розмари
Розмари Харрис (англ. Rosemary Harris, род. 19 сентября 1927[…], Ashby, Великобритания) — британская актриса, лауреат премий «Золотой глобус», «Эмми», «Тони», «Obie» и «Драма Деск», а также номинантка на «Оскар» и BAFTA.

## Биография
Розмари Харрис родилась в английском графстве Лестершир в 1927 году в семье Энид Мод Франсис и Стаффорда Беркли Харриса. Её отец служил в Королевских ВВС в Индии, где и прошло детство будущей актрисы. Образование она получила в монастырской школе, а перед тем как поступить в Королевскую школу драматического искусства, она уже играла в театре в городе Истборне.
В 1951 году она появилась на бродвейских сценах Нью-Йорка, но вскоре вернулась в Англию, где дебютировала на сцене Уэст-Энда в постановке «Зуд седьмого года». Затем последовал период, когда актриса играла в основном в классических постановках на сцене лондонского Олд Вик.
После своего первого фильма «Красавчик Браммел» Розмари вернулась на Бродвей, после чего стала играть по обе стороны Атлантики. В 1959 году она вместе с мужем, американским актёром Эллисом Раббом, вступила в созданную им актёрскую ассоциацию (APA), в которой успешно работала в течение последующие 10 лет. В 1966 году за роль Элеанор в постановке «Лев зимой» актриса была удостоена премии «Тони».
В 1967 году после развода с первым супругом Розмари Харрис вышла замуж за американского писателя Джона Эля. Супруги поселились в городе Уинстон-Сейлем в Северной Каролине, где в 1969 году у них родилась дочь Дженнифер Эль, ставшая в будущем актрисой. В 1999 году Розмари Харрис с дочерью появилась в мелодраме «Вкус солнечного света», где они сыграли одну и ту же героиню в молодости и в старости, соответственно. В 2002 году актриса исполнила роль тёти Мэй в фильме Сэма Рейми «Человек-паук», повторив эту роль в сиквелах 2004 и 2007 года. Осенью 2018 года вновь появилась на Бродвее в мюзикле «Моя прекрасная леди», где исполнила роль миссис Хиггинс.

## Фильмография
| Год       |     | Русское название                    | Оригинальное название                 | Роль                          |
| --------- | --- | ----------------------------------- | ------------------------------------- | ----------------------------- |
| 1952      | тф  | —                                   | A Cradle of Willow                    | Тензи Клампетт                |
| 1952      | с   | Первая студия                       | Studio One                            | н/д                           |
| 1954      | ф   | Красавчик Браммел                   | Beau Brummell                         | миссис Фитцхерберт            |
| 1955      | тф  | Отелло                              | Othello                               | Дездемона                     |
| 1957      | ф   | Ширали                              | The Shiralee                          | Лили Паркер                   |
| 1957      | с   | Альфред Хичкок представляет         | Alfred Hitchcock Presents             | разные персонажи              |
| 1957      | тф  | Двенадцатая ночь                    | Twelfth Night                         | Виола                         |
| 1957—1958 | с   | Шоу месяца Дюпона                   | The DuPont Show of the Month          | разные персонажи              |
| 1958      | с   | Подозрение                          | Suspicion                             | Сибил Мертон                  |
| 1958      | с   | Сборник                             | Omnibus                               | Корделия                      |
| 1958      | с   | Телевизионный театр Крафта          | Kraft Television Theatre              | н/д                           |
| 1958      | тф  | В случае убийства набирайте М       | Dial M for Murder                     | Марго Уэндис                  |
| 1958      | с   | —                                   | Folio                                 | Динамин                       |
| 1959      | с   | —                                   | General Motors Presents               | Нора Марш                     |
| 1960      | с   | Пьеса недели                        | Play of the Week                      | Изабель                       |
| 1963      | ф   | Дядя Ваня                           | Uncle Vanya                           | Елена Андреевна               |
| 1964      | с   | —                                   | Profiles in Courage                   | Мэри С. Макдауэлл             |
| 1966      | с   | —                                   | New York Television Theatre           | женский голос                 |
| 1966      | тф  | Весёлое привидение                  | Blithe Spirit                         | Эльвира Кондомайн             |
| 1967      | тф  | Дядя Ваня                           | Uncle Vanya                           | Елена Андреевна               |
| 1967      | с   | CBS: Театр                          | CBS Playhouse                         | Шарлотт Маршалл               |
| 1968      | ф   | Блоха в её ухе                      | A Flea in Her Ear                     | Габриэль Шандебисс            |
| 1974      | с   | Известная женщина                   | Notorious Woman                       | Аврора Дюпен / Жорж Санд      |
| 1977      | тф  | Королевская семья                   | The Royal Family                      | Джули Кавендиш                |
| 1978      | с   | Холокост                            | Holocaust                             | Берта Палиц-Вайсс             |
| 1978      | ф   | Мальчики из Бразилии                | The Boys from Brazil                  | миссис Доринг                 |
| 1979—1980 | с   | Чисхолмы                            | The Chisholms                         | Минерва Чисхолм               |
| 1983      | тф  | На маяке                            | To the Lighthouse                     | миссис Рамзи                  |
| 1983      | ф   | Обед пахаря                         | The Ploughman’s Lunch                 | Энн Баррингтон                |
| 1985—1988 | с   | Великие представления               | Great Performances                    | Адела Шеннон / Гесиона Хашбай |
| 1988      | с   | Американский театр                  | American Playhouse                    | миссис Эймос Эванс            |
| 1988      | ф   | Перекрёсток Делэнси                 | Crossing Delancey                     | Полин Свифт                   |
| 1989      | ф   | Преступники                         | The Delinquents                       | Изобель                       |
| 1992      | ф   | Мост                                | The Bridge                            | тётя Джуд                     |
| 1992      | с   | Ромашковая поляна                   | The Camomile Lawn                     | взрослая Калипсо              |
| 1994      | с   | —                                   | Under the Hammer                      | Хестер Бовингтон              |
| 1994      | ф   | Том и Вив                           | Tom & Viv                             | Роуз Хей-Вуд                  |
| 1994      | с   | Представление                       | Performance                           | Маргарет Доулиш               |
| 1996      | ф   | Маленькие всадники                  | The Little Riders                     | бабушка Роден                 |
| 1996      | ф   | Гамлет                              | Hamlet                                | актриса, играющая королеву    |
| 1996      | тф  | Смерть коммивояжёра                 | Death of a Salesman                   | Линда                         |
| 1999      | ф   | Моя весёлая жизнь                   | My Life So Far                        | Гамма                         |
| 1999      | ф   | Вкус солнечного света               | Sunshine                              | Валери Шорш                   |
| 2000      | ф   | Дар                                 | The Gift                              | бабушка Энни                  |
| 2001      | ф   | Английский цирюльник                | Blow Dry                              | Дейзи                         |
| 2002      | ф   | Человек-паук                        | Spider-Man                            | Мэй Паркер                    |
| 2004      | ф   | Человек-паук 2                      | Spider-Man 2                          | Мэй Паркер                    |
| 2004      | ф   | Театр                               | Being Julia                           | мама Джулии                   |
| 2004      | тф  | —                                   | Belonging                             | Мэй                           |
| 2007      | ф   | Человек-паук 3: Враг в отражении    | Spider-Man 3                          | Мэй Паркер                    |
| 2007      | ф   | Игры дьявола                        | Before the Devil Knows You’re Dead    | Нанетт Хэнсон                 |
| 2008      | ф   | Есть здесь кто-нибудь?              | Is Anybody There?                     | Элси                          |
| 2008      | кор | Понедельник перед Днём благодарения | The Monday Before Thanksgiving        | Лилиан Котло                  |
| 2010      | ф   | Свободное радио Альбемута           | Radio Free Albemuth                   | ВАЛИС                         |
| 2010      | с   | Закон и порядок: Специальный корпус | Law & Order: Special Victims Unit     | Франсин Брукс                 |
| 2012      | ф   | Значит, война                       | This Means War                        | Нана Фостер                   |
| 2014      | тф  | Деньги                              | The Money                             | Эллен Нокс                    |
| 2015      | ф   | —                                   | The von Trapp Family: A Life of Music | Агата фон Трапп в старости    |